# DHL
DHL è una compagnia di trasporti che offre trasporto internazionale di merci e contratti logistici.

## Storia
La società fu fondata nel 1969 a San Francisco da Adrian Dalsey, Larry Hillblom e Robert Lynn: dalle iniziali dei tre cognomi derivò il nome DHL. Inizialmente la società offriva solamente il servizio di trasporto aereo espresso di documenti e piccoli pacchi tra gli Stati Uniti continentali e le Hawaii, ma ben presto estese la propria attività anche al resto del mondo. Fu anche tra le prime aziende a dotarsi di aerei propri, riconoscibili da una livrea bianca con strisce rosse.

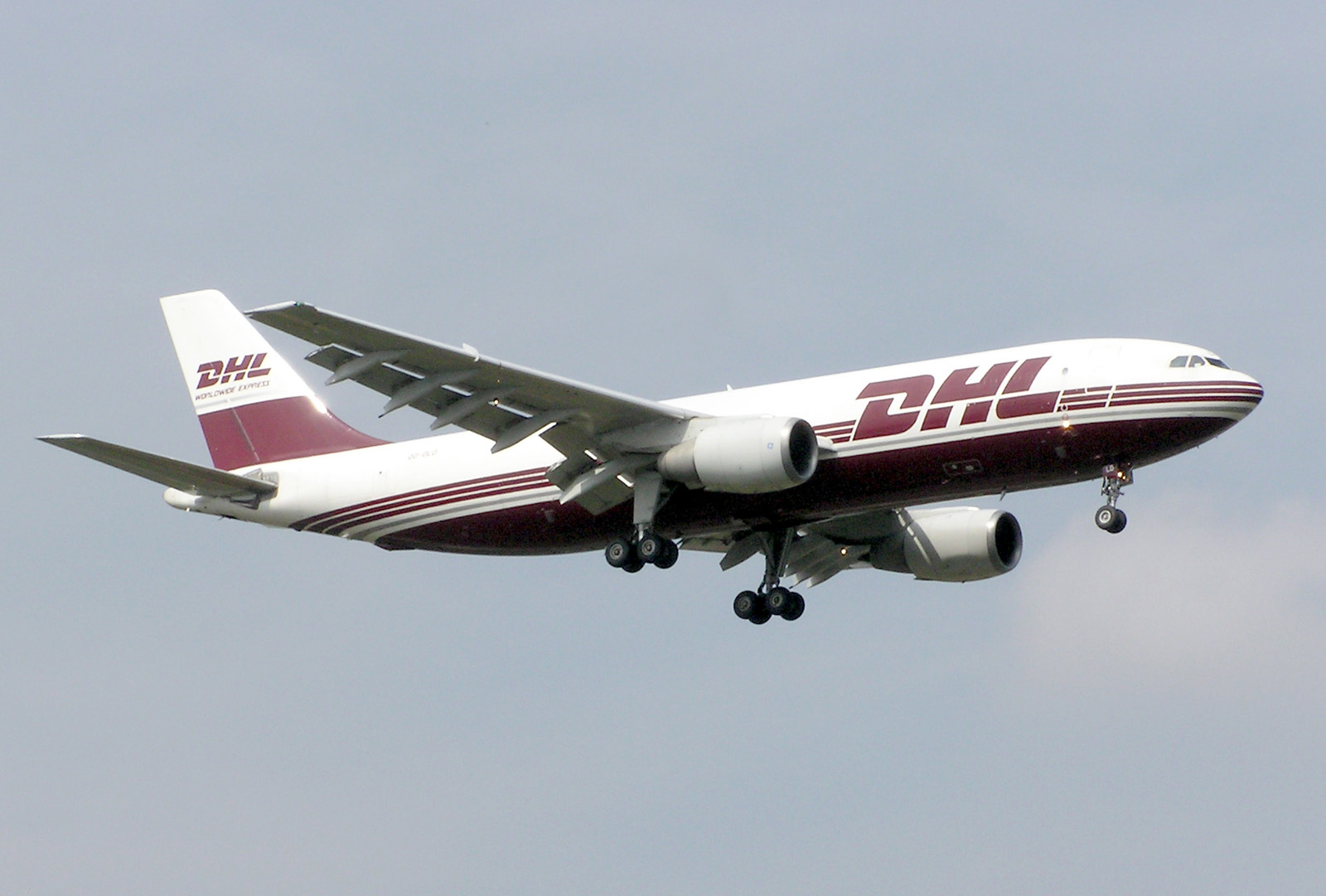
Airbus A300 con la livrea "storica" di DHL

Nel 1998 la Deutsche Post, nel suo piano di diversificazione delle attività e di acquisizioni di società del settore dei trasporti, cominciò ad acquistare azioni di DHL, arrivando a prenderne il controllo nel 2001 e la proprietà completa nel 2002.

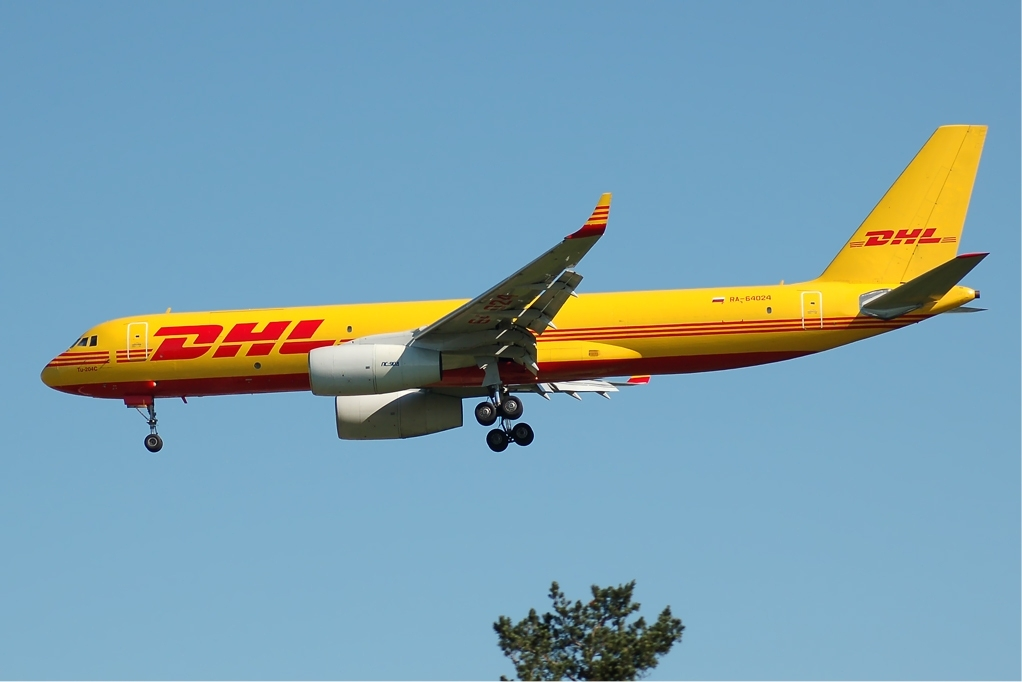
Tupolev Tu-204C della Aviastar-Tu Airline nella livrea attuale di DHL

Il nuovo acquirente negli anni successivi ha provveduto a varie operazioni di acquisizione e fusione di varie aziende del ramo e con operazioni di marketing successive ha modificato l'originale livrea storica di DHL in quella su sfondo giallo (colore storico della Deutsche Post) sempre con le scritte in rosso. Un ulteriore passo importante è stato quello di unificare tutte le sue attività sotto il marchio DHL che è andato a sostituire nel tempo anche altri marchi storici del settore trasporti, come ad esempio Danzas.

## Sponsorizzazioni
La DHL è uno degli sponsor principali della Formula 1 e del WTCR Coppa del Mondo Turismo. Inoltre è stato sponsor del Mondiale di Rugby 2011 e, dal 2011, è anche sponsor ufficiale del Manchester United e il logo è presente sulle divise da allenamento dei "Red Devils" e sui cartelloni pubblicitari durante le partite casalinghe all'Old Trafford. Da settembre 2011, DHL inizia una massiccia campagna pubblicitaria in televisione e radio, pubblicizzando i servizi della divisione Express, inoltre è stato il partner logistico della manifestazione calcistica "copa América 2015". Nel 2015 firma un contratto triennale diventando partner ufficiale per la logistica di MotoGP.
Dall'ottobre 2015 e per le tre stagioni sportive a seguire, DHL diventa main sponsor di Modena Volley, salvo rinunciarvi dopo solo una stagione.
DHL diventa sponsor della nazionale di pallavolo italiana, sia maschile che femminile, e di quelle tedesca e canadese di rugby.